# Fuente de las Ranas (Albacete)
La fuente de las Ranas es una fuente monumental situada en el centro de la ciudad española de Albacete. Construida en memoria de Dionisio Guardiola, fue inaugurada en 1916 en el centro de la actual plaza de Gabriel Lodares, habiendo presidido varios lugares de la ciudad hasta que, en 2007, fue trasladada a su actual ubicación, la plaza del Sembrador en la rotonda situada entre el paseo de la Libertad, la avenida de la Estación, el paseo de la Cuba y la calle Alcalde Conangla.

## Historia
La fuente de las Ranas fue construida en memoria de Dionisio Guardiola tras haber sido propuesta en 1913 por la Sociedad de Aguas Potables de Albacete al Ayuntamiento de Albacete como homenaje a la importante contribución que había hecho este abogado en la construcción del sistema de abastecimiento de agua de la ciudad. La fuente fue colocada en la plaza de Gabriel Lodares, entonces denominada plaza de Canalejas, en 1916.

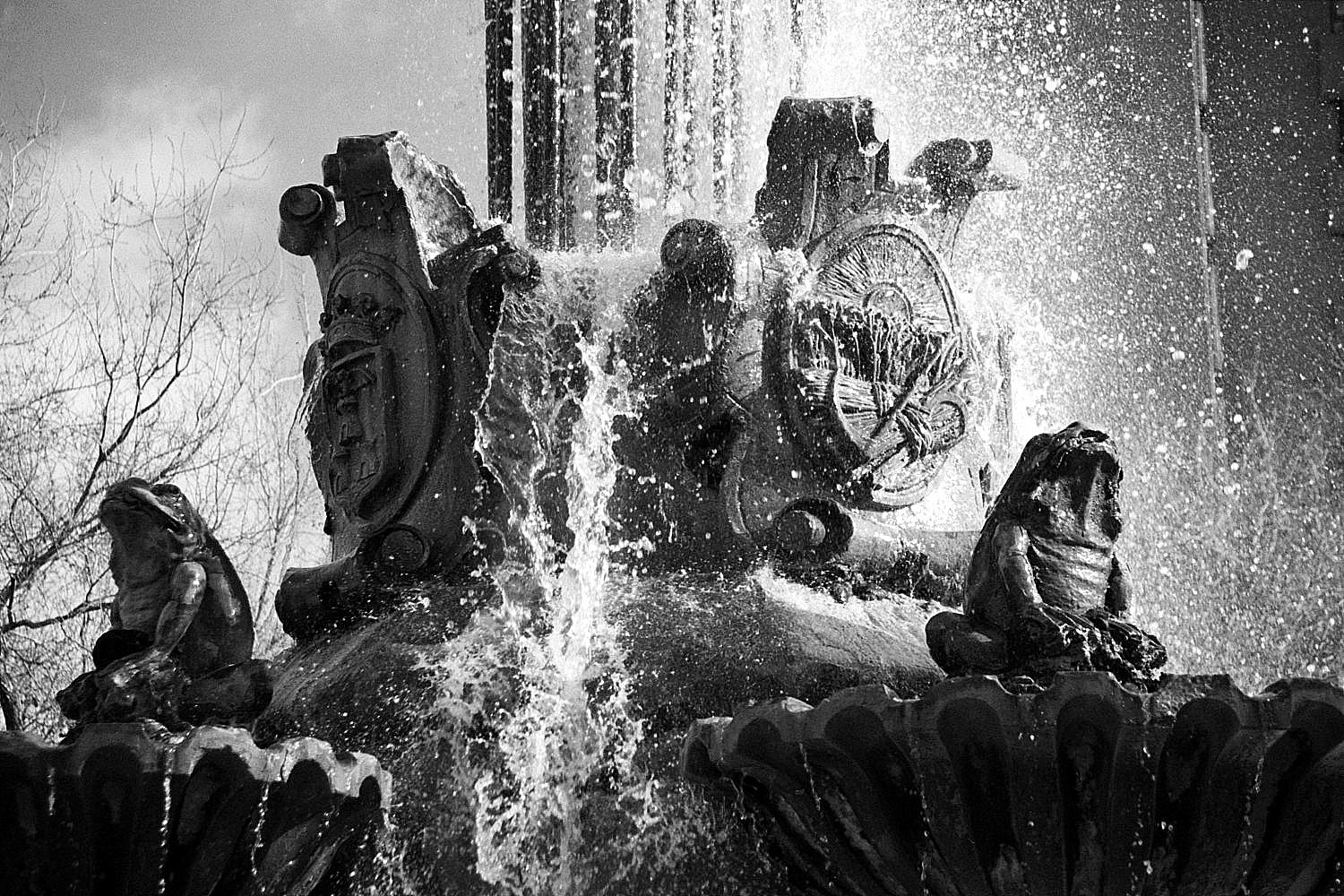
Detalle de las ranas, las conchas y los pergaminos de la fuente de las Ranas

En 1935 fue trasladada al parque Abelardo Sánchez que, por esa época, se llamaba parque de Canalejas. En 1950 fue retirada y guardada en el Matadero Municipal. En 1980 fue recuperada en el Parque Lineal sin el remate forjado metálico que la caracterizaba hasta que, en 2007, tras la construcción del aparcamiento subterráneo de El Sembrador, fue situada en la rotonda de la plaza del Sembrador situada entre el paseo de la Libertad, la avenida de la Estación, el paseo de la Cuba y la calle Alcalde Conangla. En 2009 se añadió la farola de hierro forjado que había sido destruida en 1936, obra de José Enrique Melero similar a la original de José Tejados.

## Características

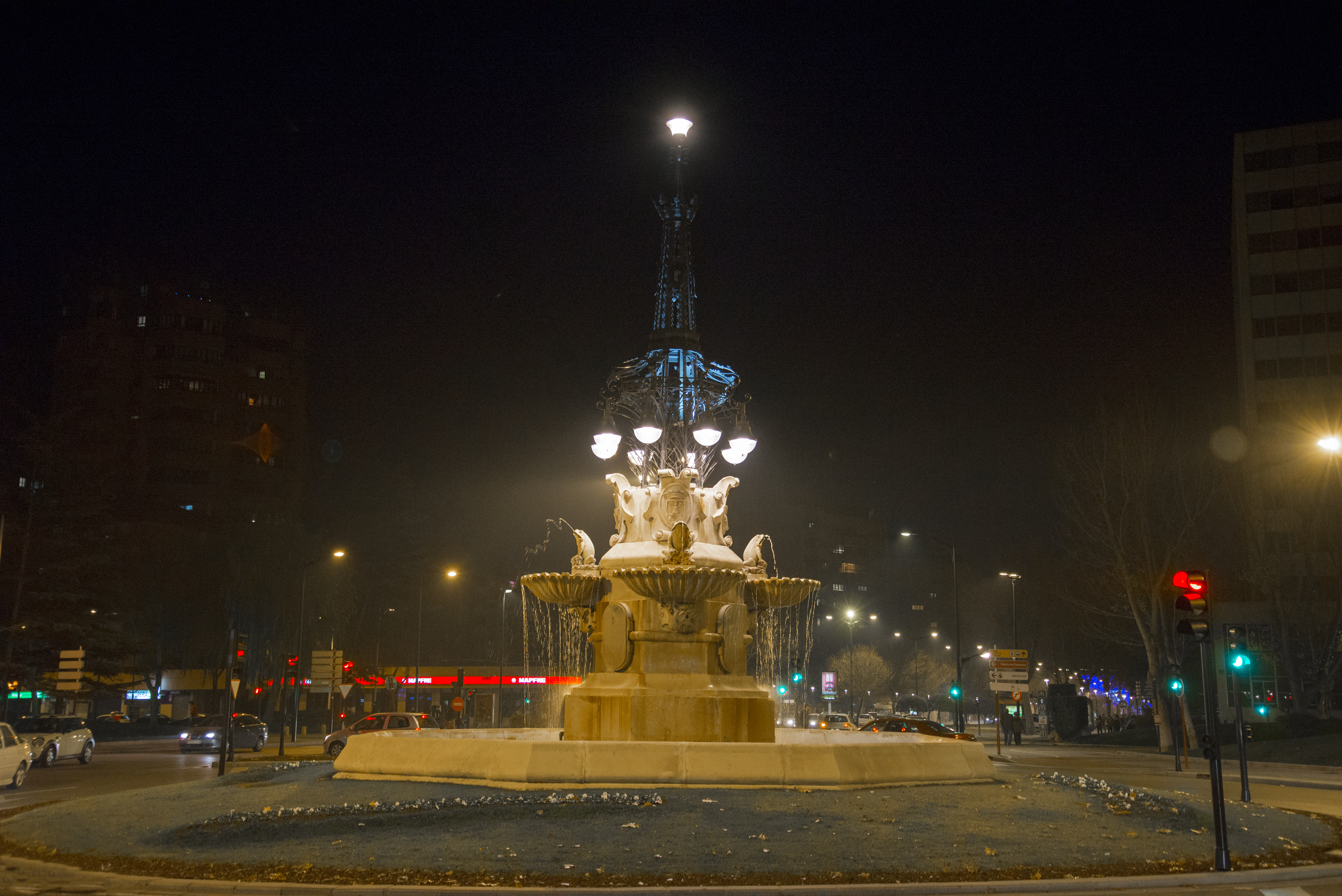
Vista nocturna de la fuente de las Ranas, situada en la plaza del Sembrador

La fuente recibe su nombre por las cuatro ranas que la adornan. El mecanismo de agua de la fuente es el siguiente: las ranas expulsan el agua por la boca hacia las conchas situadas bajo las mismas cayendo finalmente en un estanque octogonal que conforma la base de la fuente.
Cuenta con cuatro pergaminos situados sobre las ranas que representan la agricultura, el comercio y la industria, el escudo de Albacete y una dedicatoria de la Sociedad de Aguas Potables de Albacete a Dionisio Guardiola. La farola de hierro forjado consta de nueve luminarias y nueve colgantes, la representación de las estrellas de la Unión Europea y los escudos de Albacete, Castilla-La Mancha y España.